# Ah ! si j'étais riche
Pour l’article homonyme, voir If I Were a Rich Man pour la chanson interprétée notamment par Ivan Rebroff.
Pour plus de détails, voir Fiche technique et Distribution.
Ah ! si j'étais riche est un film français réalisé et écrit par Michel Munz et  Gérard Bitton, sorti en 2002.

## Synopsis
Modeste V.R.P. en produits capillaires, Aldo Bonnard est cerné de toutes parts : il est endetté, son mariage bat de l'aile et Gérard, son nouveau patron, n'a d'yeux que pour son épouse Alice, qu'il ne tarde pas à séduire. C'est au moment où cette dernière demande le divorce qu'Aldo gagne 10 millions d'euros au Loto. Décidé à ne pas partager le magot, il va cacher sa fortune jusqu'au prononcé du divorce. Entre-temps, il mène clandestinement la vie d'un homme richissime et se fait volontairement mettre à la porte de son entreprise, sans trop de remords. Cependant, lorsque Gérard licencie un à un ses anciens collègues, l'idée lui vient de se venger de cet ex-patron devenu rival.

## Fiche technique
Sauf indication contraire, les informations mentionnées dans cette section peuvent être confirmées par la base de données cinématographiques IMDb,  présente dans la section « Liens externes ».
- Titre : Ah ! si j'étais riche
- Réalisation et scénario : Michel Munz et Gérard Bitton
- Musique : Michel Munz
- Décors : François Emmanuelli
- Costumes : Jacqueline Bouchard
- Photographie : Noélie Chicca Ungaro
- Son : Marc-Antoine Beldent, Thierry Lebon, Frederic Dubois
- Montage : Marie Castro
- Production : Charles Gassot
  - Production déléguée : Dominique Brunner
- Sociétés de production[1] : TF1 Films Production et Téléma, avec la participation de TPS Cinéma, en association avec Sofica Valor 6
- Sociétés de distribution[2] : Videodis (France) ; Les Films de l'Elysée (Belgique) ; Filmcoopi (Suisse romande)
- Budget : 7,59 millions d’ €[3]
- Pays de production :  France
- Langue originale : français
- Format[4] : couleur - 35 mm - 1,85:1 (Panavision) - son DTS | Dolby Digital
- Genre : comédie
- Durée : 105 minutes
- Dates de sortie[5] :
  - France, Suisse romande : 27 novembre 2002[6]
  - Belgique : 18 décembre 2002[7]
- Classification[8] :
  - France : tous publics[9]
  - Belgique : tous publics (Alle Leeftijden)[7]
  - Suisse romande : interdit aux moins de 12 ans[10]

## Distribution
- Jean-Pierre Darroussin : Aldo Bonnard
- Valeria Bruni Tedeschi : Alice Bonnard, la femme d'Aldo
- Richard Berry : Gérard Marin, le patron d'Aldo
- François Morel : Jean-Phil, collègue et meilleur ami d'Aldo
- Zinedine Soualem : Kader Benhassine, collègue bègue d'Aldo
- Anne Marivin : Sylvie, la serveuse
- Darry Cowl : Monsieur Sylvain
- Helena Noguerra : Priscille, prostituée de luxe
- Tony Gaultier : Morillon, collègue d'Aldo
- Caroline Dattner : Geneviève, la sœur de Gérard
- Henri Guybet : Monsieur Brun, l'ancien patron d'Aldo
- Frédéric Bouraly : Elvis, le barman
- Arsène Mosca : le sommelier
- Noémie Lvovsky : Claire, la collègue et meilleure amie d'Alice
- Sophie Mounicot : Madame Gammet, patronne du salon de coiffure
- Philippe Duquesne : Monsieur Bergeron, le supérieur hiérarchique d'Alice, chef de service à la clinique
- Didier Flamand : Monsieur Agenor, patron d'un autre salon de coiffure
- Jean Dujardin : le vendeur des chaussures Weston
- Gérard Chambre : l'avocat
- Roger van Hool : le directeur de la banque

## Personnages
- Aldo Bonnard : Mari d'Alice, il exerce depuis de nombreuses années le métier de VRP à Paris et sa région. Reconnu par ses collègues de travail comme généreux et toujours là en cas de coup dur. D'un naturel dépensier, il s'emploie à faire établir de fausses notes de frais au bistrot et semble vivre avec ardeur au-dessus de ses moyens. Et pour cause, rien ne va plus dans son couple mais il ne prend pas au sérieux sa femme qui a l'intention de divorcer.
- Alice Bonnard : Femme d'Aldo, elle travaille en tant qu'aide-soignante dans une clinique de Paris, dont la direction est assurée par un homme aussi harceleur qu'exploiteur. Plutôt discrète et courtoise en toutes circonstances, il lui arrive fréquemment de se mettre en colère contre son mari dont elle ne cautionne plus son comportement inavouable. C'est en instance de divorce qu'elle entretient une relation extra-conjugale avec le patron d'Aldo.
- Gérard Marin : Nouveau patron d'Aldo, il est également l'un de ses anciens collègues lorsqu'ils travaillaient ensemble pour le compte d'une autre société. De prime abord cordial, il va sans aucun remords licencier un à un les collègues d'Aldo. Par la suite, son dernier « sous-fifre » fera tout son possible pour se faire renvoyer pour faute grave avant de le concurrencer énergiquement, ce qui aura pour effet de le discréditer aux yeux de ses clients et de ses fournisseurs.
- Jean-Phil : Collègue d'Aldo, il est le premier à être économiquement licencié sous l'empire du nouveau patron mais peu après, il devient le grand protégé d'Aldo.
- Kader Benhassine : Autre collègue d'Aldo, il bégaye lorsqu'il parle sauf quand il est face à sa clientèle comme il le prétend. Il vit en couple avec de nombreux enfants à charge. Il sera lui aussi licencié par la suite par Gérard, ce qui provoquera la colère d'Aldo, désireux de revanche.
- Priscille : Cette jeune femme rencontrée par Aldo dans un restaurant coté par les guides gastronomiques est une prostituée de luxe, au physique et à la démarche particulièrement avantageux. Elle vit dans une maison qui ressemble à ce que l'on peut rêver de mieux. Par exception, elle ne réclamera jamais à Aldo le prix fixé de sa prestation sexuelle.

## Distinctions

### Récompenses
- Festival de films francophones Cinemania 2003 : Prix du public pour Gérard Bitton et Michel Munz[11].

## Autour du film
- Premier rôle dans un long métrage pour Jean Dujardin.
- Le film fait allusion à l'interprétation d’Ivan Rebroff dans Un violon sur le toit. La chanson Ah! Si j’étais riche, interprétée par Ivan Rebroff, est entendue à la fin du film.
- Ce film a été classé 38e au box-office français cette année[réf. souhaitée].